# Sclerodermus galapagensis
Sclerodermus galapagensis (лат.) — вид мелких ос рода Sclerodermus из семейства Bethylidae, внешне сходных с муравьями.

## Распространение
Южная Америка: остров Сан-Сальвадор, (или James Island, Галапагосские острова, Эквадор).

## Описание
Мелкие осы длиной около 3 мм. От близких видов отличаются следующими признаками: наличник очень короткий и усечённый, вершинный край сильно загнут вверх медиально при виде спереди. Антенна толстая, педицель длинный, первые четыре членика в соотношении примерно 18:7:2:2, членики жгутика шире длины, кроме последнего. Глаз с редкими щетинками. Глазки отсутствуют. Темя слегка выгнуто наружу. Бока головы слегка загнуты наружу. Среднеспинка в 1,32 раза шире длины. Метапектально-проподеальный диск почти квадратный, боковые субпараллельны, основание лишь слегка перетянуто, без срединного и заднего килей. Микроптерные, крылья значительно короче тегулы. Брюшко толстое, его длина составляет 0,6 длины тела, вершинный край IV–VI стернитов заметно двувыемчатый. 
Самки имеют жало, оцеллии отсутствуют. У самцов есть крылья. Основная окраска тела коричневая, внешне похожи на муравьёв. Глаза расположены в передней части головы у переднего края. Усики 11-члениковые. Максиллярные щупики 5-члениковые, лабиальные из 3 члеников, мандибулы с 2 апикальными зубцами. Найден вместе с муравьями Prenolepis fulva.

## Систематика
Вид был впервые описан в 1919 году американским энтомологом Charles Thomas Brues. Относится к роду Sclerodermus и трибе Sclerodermini, которую ранее включали в подсемейство Epyrinae (в широком таксономическом объёме), а с 2013 года (Alencar & Azevedo, 2013) выделяют в самостоятельное подсемейство Scleroderminae.